# Rivière Yvonne
Pour les articles homonymes, voir Yvonne.
La rivière Yvonne est un affluent du lac Surprise, coulant dans la municipalité de Eeyou Istchee Baie-James, en Jamésie, dans la région administrative du Nord-du-Québec, au Québec, au Canada.
La rivière Yvonne traverse successivement les cantons de Marceau, de Bressani et de Langloiserie. La foresterie constitue la principale activité économique du secteur ; les activités récréotouristiques, en second.
La vallée de la rivière Yvonne est desservie par la route forestière R1099 (sens Nord-Sud) qui passe du côté Ouest et par quelques routes forestières secondaires aménagées surtout pour l’exploitation forestière.
La surface de la rivière Yvonne est habituellement gelée du début novembre à la mi-mai, toutefois la circulation sécuritaire sur la glace se fait généralement de la mi-novembre à la mi-avril.

## Géographie
Les bassins versants voisins de la rivière Yvonne sont :
- côté nord : lac Surprise (rivière Roy), lac des Vents (rivière Opawica), rivière Opawica ;
- côté est : ruisseau Evrey, rivière Roy, rivière Cawcot, lac Némégousse ;
- côté sud : rivière Pascagama, rivière Toussaint, réservoir Gouin ;
- côté ouest : rivière de l'Aigle, lac Hébert, rivière Saint-Cyr.

La rivière Yvonne prend naissance à l’embouchure du lac Narcisse (longueur : 1,6 km ; élévation : 411 m) dans le canton de Marceau (à la limite Sud du canton de Bressani et près de la limite Est du canton de L’Espinay), dans Eeyou Istchee Baie-James. 
Cette source est située à :
- 9,3 km au Sud de l’embouchure du lac Yvonne ;
- 24,0 km au Sud de l’embouchure de la rivière Yvonne (confluence avec le lac Surprise ;
- 50,5 km au Sud-Est de l’embouchure du lac Doda ;
- 95,1 km au Sud-Est de la confluence de la rivière Opawica et de la rivière Chibougamau, soit la tête de la rivière Waswanipi ;
- 370 km au Sud-Est de l’embouchure de la rivière Nottaway (confluence avec la Baie-James) ;
- 107,4 km au Sud du centre-ville de Chibougamau ;
- 46,3 km au Nord-Ouest du centre du village de Obedjiwan.

À partir de l’embouchure du lac Narcisse (lac de tête), la rivière Yvonne coule sur 32,3 km selon les segments suivants :
Cours supérieur de la rivière Yvonne (segment de 13,3 km)
- 8,3 km vers le Nord-Est, dans le canton de Bressani en recueillant les eaux de la décharge (venant de l’Est) du Lac des Roches Volcaniques,

jusqu’à la rive Ouest du lac Émélie ;
- 1,9 km vers le Nord en traversant le lac Cécile (longueur : 2,9 km ; altitude : 391 m), jusqu’à son embouchure ;
- 1,2 km vers le Nord-Est en traversant le lac Annette (altitude : 391 m) sur sa pleine longueur, jusqu’à son embouchure ;
- 1,9 km vers le Nord-Ouest en contournant une presqu’île (s’avançant vers l’Ouest) dans sa traversée du lac Yvonne (longueur : 4,9 km ; altitude : 391 m), jusqu’à son embouchure ;

Cours inférieur de la rivière Yvonne (segment de 19,0 km)
- 7,1 km vers le Nord-Est, jusqu’à la confluence du lac Tusy (venant de l’Est) ;
- 1,0 km vers l’Ouest, jusqu’à la décharge (venant du Sud-Ouest) d’un ensemble de lacs dont le lac Sylvie ;
- 2,1 km vers le Nord, jusqu’à la ligne séparant les cantons de Bressani et de Langloiserie ;
- 2,2 km vers le Nord dans le canton de Langloiserie, jusqu’à un ruisseau (venant du Sud-Ouest) lequel draine cinq lacs ;
- 6,6 km vers le Nord en traversant en traversant quelques zones de marais jusqu’à son embouchure[1].

La rivière Yvonne se déverse sur la rive Sud d’une baie s’étirant sur 5,6 km du Sud du lac Surprise (rivière Roy). La partie Nord-Est de ce lac est traversée de la rivière Roy qui remonte vers le Nord-Est jusqu’à la rive Sud du lac Caopatina lequel est à son tour traversé par la rivière Opawica. De là, le courant de cette rivière descend généralement vers l’ouest en traversant notamment le Lac des Vents (rivière Opawica), le lac du Bras Coupé, le lac Doda, le lac Françoise, le lac Lichen, puis le Nord, jusqu’à sa confluence avec la rivière Chibougamau ; cette confluence constituant la source de la rivière Waswanipi.
Le cours de cette dernière coule vers l’Ouest et traverse successivement la partie Nord du lac Waswanipi, le lac au Goéland et le lac Olga, avant de se déverser dans le lac Matagami lequel se déverse à son tour dans la rivière Nottaway, un affluent de la Baie de Rupert (Baie James).
La confluence de la rivière Yvonne avec la rivière Opawica est située à :
- 17,3 km au Sud-Ouest de l’embouchure du lac Surprise ;
- 28,4 km au Sud-Ouest de l’embouchure du lac Caopatina ;
- 27,3 km au Sud de l’embouchure du lac des Vents ;
- 37,9 km au Nord-Est de l’embouchure du lac Doda ;
- 86,4 km au Sud-Est de l’embouchure de la rivière Opawica (confluence avec la rivière Chibougamau), soit la tête de la rivière Waswanipi ;
- 83,8 km au Sud-Ouest du centre-ville de Chibougamau ;
- 57,9 km au Sud du centre du village de Chapais (Québec) ;
- 67,9 km au Nord du centre du village de Obedjiwan (situé sur la rive Nord du Réservoir Gouin).
- 361,1 km au Sud-Est de l’embouchure de la rivière Nottaway[1].

## Toponymie
À différentes époques de l’histoire, ce territoire a été occupé par les Attikameks, les Algonquins et les Cris. Le terme « Yvonne » constitue un prénom d’origine française.
Le toponyme « rivière Yvonne » a été officialisé le 4 juillet 1972 à la Commission de toponymie du Québec.